# Fortezza del Priamar
La Fortezza del Priamar di Savona (o Priamâ in lingua ligure) è un imponente complesso di carattere militare che domina il centro cittadino in corrispondenza del porto. Costruita tra il 1542 e il 1544 dai Genovesi nell'ambito degli interventi finalizzati al definitivo assoggettamento della città di Savona da parte della "Superba", e più volte ampliata, prende il nome dalla collina immediatamente prospiciente il mare su cui sorge, dove i ritrovamenti dei primi insediamenti abitativi risalgono all'età del bronzo. La denominazione potrebbe derivare secondo alcuni studiosi da pria a' mà (pietra sul mare in lingua ligure), oppure da pria mala (pietra cattiva, cioè friabile). Si tratta della fortificazione di maggiore importanza di tutta la Liguria di Ponente che si presenta attualmente con una forma molto articolata e complessa dovuta alle molte e diverse fasi storiche di costruzione ed ampliamento. Dopo decenni di abbandono, è stata restaurata ed è attualmente sede di diverse attività culturali.

## Il promontorio roccioso del Priamàr prima della costruzione della fortezza
Il promontorio del Priamàr, connesso alle propaggini tra le Alpi e gli Appenniniche che circondano Savona, fu sede dei più antichi insediamenti da cui la città ebbe origine. Risalgono infatti ad un periodo intorno al 1600 a. C. (età del bronzo) le prime tracce di presenza umana ritrovate nell'area. Per la sua conformazione rilevata fu da sempre il luogo più adatto alla difesa della zona, la cui prima notizia storica si ha quando è menzionata da Tito Livio quale comunità alleata di Cartagine presso il cui approdo marittimo nel 205 a.C. Magone, fratello di Annibale, lasciò 10 navi da guerra a custodire il bottino che aveva ricavato dal saccheggio dell'insediamento romano di Genova.
Durante la dominazione romana, la cittadella perse importanza a favore della nuova città romana di Vada Sabatia (oggi Vado Ligure), meglio collegata alla rete stradale e dotata di un grande porto, andando così incontro ad un periodo di decadenza, con successiva ripresa nel periodo bizantino, quando fu caposaldo per il controllo della Provincia Maritima Italorum. La città bizantina, cinta da mura di difesa, fu distrutta nel 641 quando, al tempo della dominazione longobarda sull'Italia, Savona compare come una delle città conquistate e distrutte da Rotari. In seguito la rocca tornò a essere abitata e fortificata e divenne nuovamente centro strategico della zona nei secoli IX e X, anche come punto difensivo contro le scorrerie saracene. Nel frattempo, mentre il potere civile si rafforzava sull'altura opposta di Monticello, la collina andò acquistando una funzione di cittadella vescovile, come risulta da un atto con cui nel 998 l'Imperatore Ottone III confermava al Vescovo il possesso degli edifici religiosi esistenti sul promontorio ed è conosciuta come castellum saonensis.
I primi interventi di fortificazione militare realizzati da Genova risalgono al XIII secolo (castello di Santa Maria, 1215, e castello di S.Giorgio, 1253), ulteriormente potenziati alla metà del XV cosicché dalla seconda metà del XIII secolo sul promontorio si sommano le funzioni religiose e quelle di natura militare. In seguito la zona viene in due occasioni pesantemente coinvolta nelle complicate trame politico-militari dell'Italia del Quattrocento. Subisce un primo assedio da parte delle truppe del Marchese del Monferrato, che la espugnano nel 1413, e, dopo che Genova interviene ancora nel 1469 - 1477 facendo progettare e realizzare da Pietro Antelamo un rafforzamento delle mura, nel 1488 un secondo assedio cinge la rocca; questa volta è l'esercito del Duca di Milano, Ludovico il Moro, comandato da Boccalino da Osimo, ad attaccare ed espugnare il Priamar. Nel Cinquecento la rocca entra nelle vicende legate alla lotta, durata decenni, tra la Spagna e la Francia per l'egemonia europea, dalle quali nascerà la decisione della Repubblica di Genova di procedere alla costruzione della fortezza.

## La realizzazione della fortezza e le sue vicende belliche
Nella lunga contesa tra Carlo V re di Spagna ed Imperatore e Francesco I di Francia, Genova, guidata da Andrea Doria, fu fedele alleata del primo, mentre Savona si schierò con il secondo. La sconfitta del re francese a Pavia non fu senza conseguenze per i rapporti tra le due città: nel 1528 i genovesi punirono la città avversaria con l'interramento del porto e con altre vessazioni che ridurranno la popolazione savonese da 18.000 a 6.000 abitanti. Quando nel 1536 i francesi stipularono un'inedita alleanza col Sultano Solimano il Magnifico in funzione anti-Asburgica, i genovesi, temendo un attacco della flotta franco-ottomana sulle coste liguri, decisero di fortificare la collina del Priamar.
Dopo aver respinto una supplica dei savonesi affinché la fortezza fosse insediata con spese e distruzioni minori sul Monticello, il Gran Consiglio della Repubblica di Genova approva la decisione nella seduta del 12 luglio 1542, affidando il progetto all'ingegnere Giovanni Maria Olgiati, che già aveva lavorato per la Spagna alla realizzazione di strutture militari in Lombardia. I lavori, iniziati il 2 agosto 1542, durano sino al 1544 e comportano la distruzione della parte più antica della città, interessando sia le strutture religiose, che il tessuto abitato, lasciando pochissimo tempo agli abitanti per trasferirsi. In questa prima fase la cattedrale di Santa Maria di Castello (vedi box) venne risparmiata. Essa fu tuttavia sconsacrata e diventò una caserma, al servizio del presidio genovese che poteva contare nel 1558 sino a 4.000 soldati.
Dopo l'istituzione del libero comune, il promontorio divenne il centro della città medievale. Vi sorgevano i palazzi comunali, numerosi oratori, alcune chiese, il palazzo del vescovo e l'antica cattedrale, eretta fra l'anno 825 e l'anno 887 sui resti di un precedente tempio pagano. Fu intitolata dapprima a santa Maria Maggiore e poi a santa Maria di Castello. Solo di recente, è stato possibile ricostruire, grazie ai risultati degli scavi archeologici, l'assetto dell'antica Cattedrale.
Secondo la descrizione dello storico Giordano, il sagrato aveva un pavimento marmoreo a quadrati bianchi e neri e in cima ad otto gradini vi erano le tre entrate principali della chiesa. Il pavimento interno era uguale a quello del sagrato, le cappelle laterali riccamente decorate con tarsie e statue marmoree (parte delle quali conservate nel chiostro della nuova cattedrale). L'abside, decorata da logge percorribili, si trovava a picco sul mare e da essa si godeva un panorama unico rivolto verso l'intera riviera ligure. Vi erano inoltre un campanile ed un Battistero, 
La facciata era tipicamente romanica, probabilmente a capanna e decorata a fasce marmoree orizzontali bianche e nere. Ma il vero tesoro della cattedrale era il coro ligneo intarsiato, ispirato a quelli della Certosa di Pavia e della Basilica di San Francesco ad Assisi. Esso è stato salvato dalla distruzione e ricostruito nell'abside della nuova cattedrale di Savona eretta ai primi del Seicento, adattando la sua forma circolare ad una nuova abside quadrata. Ma tutta la struttura - che secondo alcuni storici non locali era a quel tempo una fra le più belle presenti nel Mediterraneo - è andata quasi totalmente perduta. Un fonte battesimale di marmo è stato ricollocato nella nuova Cattedrale, mentre alcune sculture ed opere sono conservate nei musei savonesi.
Ma quarantanove anni dopo, nel 1595, quando Genova decide un rafforzamento del complesso difensivo, anch'essa verrà sacrificata per far posto ad altre strutture (l'edificio che ne prende il posto sarà chiamato "Palazzo del Commissario") e dell'assetto di quell'edificio religioso restano soltanto indicazioni della pianta in alcune stampe dell'epoca. Il continuo mutamento delle tecnologie belliche, con il progressivo aumento di capacità distruttiva delle artiglierie, impone continui interventi di adeguamento della struttura e di ampliamento della fortezza. Per questo tra il 1595 ed il 1610 vengono realizzate nuove opere interne ed una seconda linea di bastioni.
Un enorme disastro colpì la fortezza e l'intera città nel 1648, quando la notte fra il 6 e il 7 luglio, durante una violenta tempesta, la polveriera del Castello Nuovo, inglobato nella fortificazione del Priamar e forte di oltre mille barili di polvere nera, esplose, colpita in pieno da un fulmine. Secondo cronache dell'epoca crollarono 209 case, con 850 morti e 663 feriti: la darsena fu temporaneamente messa a secco e grandi imbarcazioni si trovarono gettate in aria. I danni gravissimi al tessuto urbano e alla struttura stessa della fortezza servirono a giustificarne un'ulteriore espansione..
Interventi molto più sostanziosi saranno poi realizzati alla fine del Seicento: nel 1683 il Magistrato della Guerra di Genova affida a Domenico Sirena, ingegnere dello Stato di Milano, l'incarico di realizzare un ulteriore ampliamento, superando numerose perplessità che avevano anche portato alcuni (in particolare l'ingegnere Carlo Tasso) a proporre di abbandonare la fortezza in quanto giudicata ormai, se non a prezzo di costi altissimi, difficilmente difendibile. Anche nel '700 vengono effettuati diversi cantieri, che si rivolgono anche agli spazi esterni con opere - oggi scomparse a seguito dell'espansione urbana ed industriale - tese a tenere lontani gli assedi. Nel 1729 ulteriori lavori portano alla costruzione dentro la fortezza di un nuovo edificio detto "Palazzo della Sibilla". Ma anche dopo questi interventi vi sarà chi (Bassignani) metterà in evidenza i difetti dell'impianto nella sua capacità di difesa, soprattutto nel lato verso il porto.
Ed infatti sarà proprio da lì che nel 1746 passeranno i granatieri savoiardi nell'unico fatto d'arme rilevante e sanguinoso che abbia riguardato la fortezza del Priamar nei suoi tre secoli di vita come struttura militare. Nell'ambito della Guerra di successione austriaca, le truppe di Carlo Emanuele III di Savoia, al comando del Generale Della Rocca, con una imponente dotazione di artiglieria (40 cannoni e 24 mortai che alla fine avranno sparato oltre 20.000 proiettili), pongono l'assedio al fortilizio. Quando Genova insorge contro gli Austriaci con il famoso episodio di Balilla e tenta di portare aiuto agli assediati, viene bloccata dalla flotta inglese. Dopo 18 giorni di assedio senza poter ricevere soccorso, ed a seguito di una breccia del bastione di San Bernardo, il comandante del forte, Agostino Adorno, capitola assieme ai circa 900 soldati di guarnigione. È il 18 dicembre 1746 e dovranno passare tre anni prima che nel 1750, a seguito della Pace di Aquisgrana, la fortezza venga restituita ai Genovesi, che nel 1774 vi realizzeranno ulteriori interventi, portando la dotazione delle bocche da fuoco ad oltre 200.
Nel 1797, durante la Campagna d'Italia, il Priamar viene occupato dalle truppe francesi guidate da Bonaparte e la fortezza resterà poi nelle loro mani, attraverso le varie fasi istituzionali vissute dall'Italia settentrionale nel periodo napoleonico, sino al 1815 - tranne un breve intermezzo nel 1800 quando è nel possesso dagli Austriaci prima della loro sconfitta a Marengo. Dopo il Congresso di Vienna, che sancisce la fine della Repubblica di Genova e la sua annessione al regno di Sardegna, la fortezza passa ai Piemontesi. A quel punto, ormai, il complesso ha perso ogni importanza di tipo militare ed i nuovi proprietari vi manterranno soltanto un piccolo presidio. Nel 1820 lo trasformano in bagno penale ed è qui che - in piena epoca risorgimentale - viene detenuto Giuseppe Mazzini, rinchiuso nella cella n. 54, dal novembre 1830 al marzo 1831 dopo il suo arresto per attività cospirativa.

## Declino e degrado tra Ottocento e Novecento
Durante tutto l'Ottocento per il Priamar è una continua perdita d'importanza. Nel 1848 vi vengono ospitati i prigionieri austriaci catturati nel corso della Prima guerra di indipendenza. L'anno successivo diventa un carcere militare, e tale resterà sino a che nel 1901 questa funzione sarà trasferita a Gaeta. Nel frattempo nel 1878 viene radiato dall'elenco delle fortificazioni militari. Poi le esigenze di espansione della città e delle industrie siderurgiche comportano il sacrificio di alcuni spazi esterni.
Nel 1909 la proprietà del complesso, ormai privo di qualsiasi presenza militare, viene trasferito alla città di Savona. Il Municipio bandisce nel 1932 un primo concorso nazionale di idee a cui partecipano 8 concorrenti, ma i progetti presentati restano inattuati. Nei primi anni Quaranta del XX secolo la Fortezza rischia la definitiva demolizione quando il Podestà di Savona stipula (è il 1º novembre 1940) un accordo con l'Ilva in base al quale l'area viene concessa per le esigenze di espansione dell'industria, con la sola clausola di recuperare la cella che aveva ospitato il Mazzini per ricostruirla nel Museo Civico. Il precipitare delle vicende belliche bloccò quel progetto e la Fortezza si salvò.
Con la guerra il Priamar ritrova un ruolo militare, dapprima con gli Italiani e poi con gli occupanti Tedeschi. con l'insediamento di artiglierie contraeree, di magazzini di materiale bellico e di "bunker". Durante un bombardamento nel 1943 vengono colpite alcune sue propaggini meridionali, ma mentre ciò comporterà la distruzione di un manufatto fascista (una "Casa del Balilla"), le strutture della fortificazione storica usciranno quasi intatte dall'evento.
Il dopoguerra è, per certi aspetti, ancora più dannoso. Abbandonato a se stesso, il complesso è oggetto di un prolungato saccheggio dovuto alle esigenze di approvvigionarsi di legname e materiali ferrosi. Poche le azioni di salvaguardia: solo nel 1954 si riescono a sgomberare le macerie e demolire alcuni manufatti pericolanti, dopodiché dovranno trascorrere altri dieci anni affinché il Comune di Savona effettui (1965) un parziale intervento, realizzato, peraltro, solo per un terzo di quanto preventivato. Intanto però nei primi anni '60 viene autorizzata la costruzione di una piscina coperta a ridosso dei bastioni meridionali che ha un impatto notevole sull'immagine del complesso.

## Gli interventi di recupero e lo stato attuale
Dopo incontri e conferenze che non arrivarono a risultati, fu nel 1979 che effettivamente rinacque un interesse attorno al destino del Priamar. Da un convegno promosso in quell'anno dall'Amministrazione Comunale di Savona emergono infatti notevoli spunti per la salvaguardia ed il recupero del complesso. Partono così prima la progettazione degli interventi (1981) e successivamente si iniziano a reperire i finanziamenti per poterli realizzare.
I lavori di recupero del complesso, durante i quali sono stati effettuati anche numerosi scavi archeologici, si sono poi protratti attraverso complesse vicende amministrative per quasi vent'anni, incontrando difficoltà dovute non solo alla consistenza dell'impegno economico, ma anche a successivi fallimenti delle imprese appaltanti e ad altri intoppi burocratici. Essi hanno potuto giovarsi di tre diversi canali finanziari per realizzare le 6 fasi in cui era articolato il progetto, anch'esso più volte modificato:
- interventi, comprese le progettazioni, finanziati a più riprese ed in diversi tempi (1983 - 1999) dallo stesso Comune di Savona;
- interventi finanziati con i fondi F.I.O. (Fondi Investimenti ed Occupazione) per circa 12 miliardi e 700 milioni di lire (dal 1988 al 1999);
- interventi finanziati con fondi C.E.E. (adesso U.E.), denominati Obiettivo 2, per un importo di circa 5 miliardi (dal 1996 al 1998).
Nel maggio 1999 il lunghissimo cantiere si conclude e nel luglio dello stesso anno è possibile aprire alla città con una serie di manifestazioni il "nuovo" Priamar finalmente restaurato. Oggi la fortezza del Priamar appare come una grande mole che si erge sulla città con una sola grande rampa d'accesso e due piazze principali: "Piazza del Maschio", il punto più alto del complesso (30 m s.l.m.), racchiuso tra palazzi e sede di manifestazioni operistiche e teatrali, e "Piazza della Sibilla" dove si trovano gli scavi archeologici riguardanti l'antica cattedrale demolita nel 1595 e dal quale si gode uno splendido panorama sulla città e sul mare. Il restauro ha consentito anche di recuperare gli edifici (il Palazzo del Capitano, Il Palazzo del Commissario, ed il Palazzo della Loggia del Castello Nuovo, l'unico di origine medievale antecedente alla costruzione della fortezza ad essere sopravvissuto per un totale di circa 50.000 metri cubi di volumetria) i percorsi interni, i giardini pubblici, i bastioni, mentre alcuni cunicoli (uno di essi portava dalla cima della fortezza sino al porto) ancora oggi sono segreti o impraticabili.
Nel Priamar sono attualmente ospitati il Museo Archeologico ed il Museo Pertini in cui sono conservate le opere d'arte provenienti dalla collezione privata dell'ex Presidente della Repubblica, che ospita anche le sculture che l'artista savonese Renata Cuneo ha donato alla sua città natale. Dal 2001 il Comune di Savona acconsente alla celebrazione di matrimoni civili presso due delle sale della fortezza.

## Galleria d'immagini

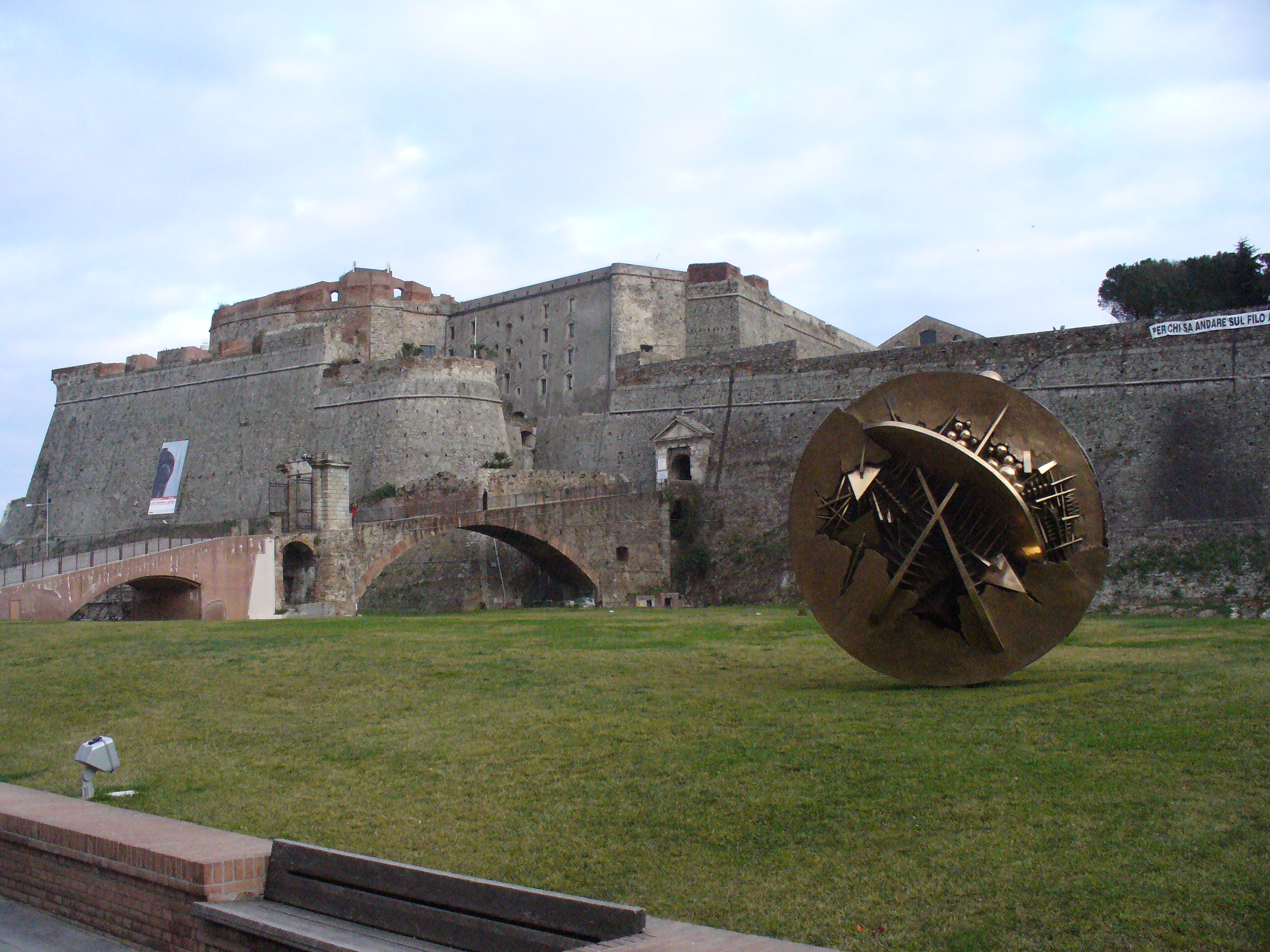
La fortezza del Priamar, visione d'insieme
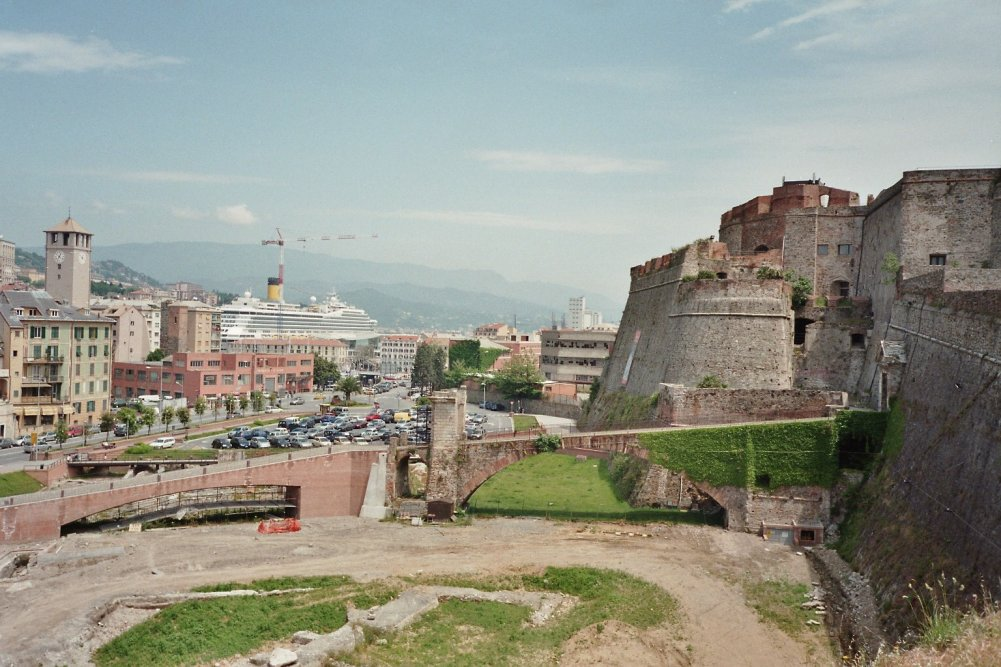
La fortezza del Priamar, rampa di accesso
Scultura di Arnaldo Pomodoro, collocata nello spazio verde prospiciente la Fortezza dal 2008 al 2010
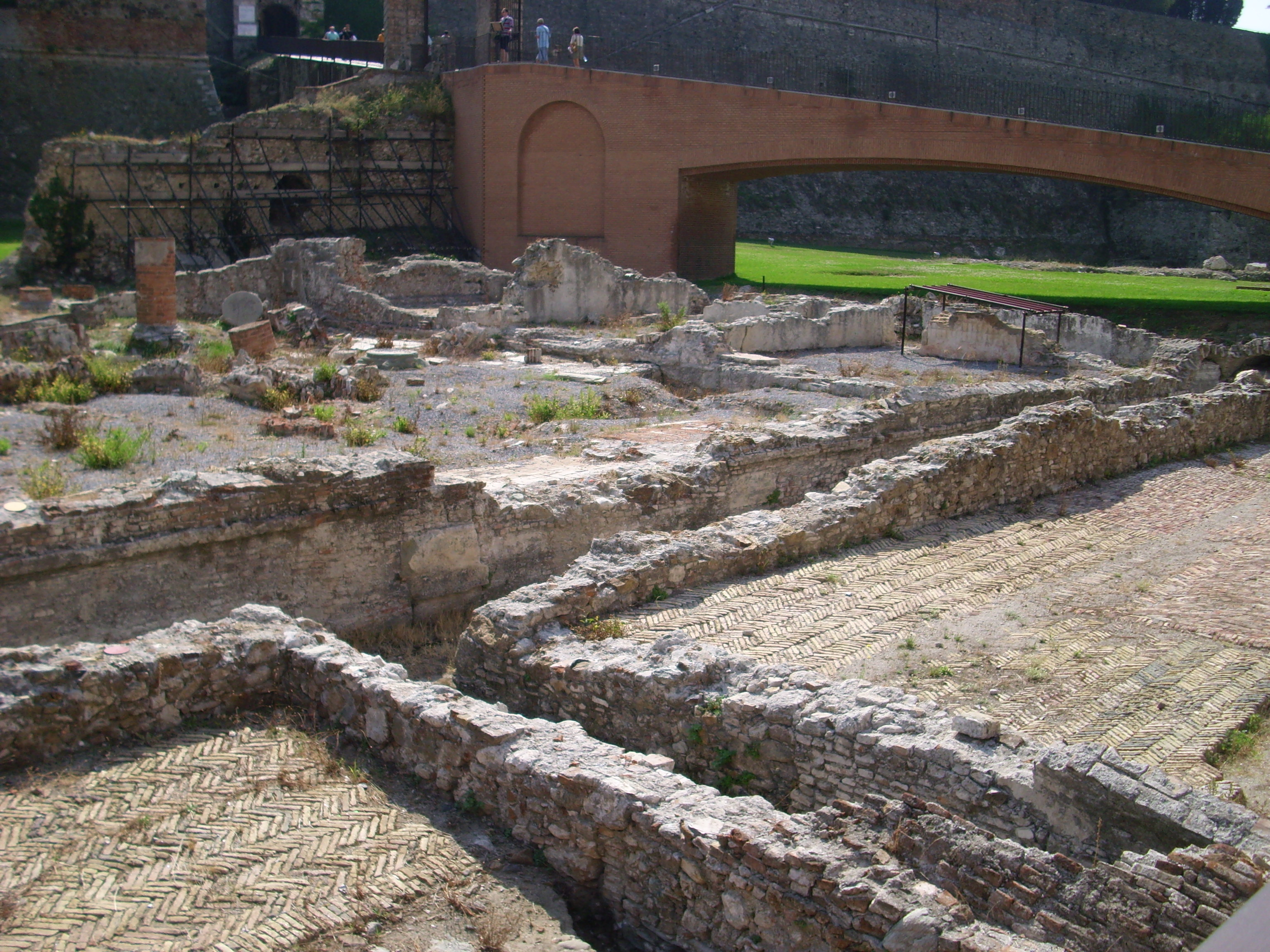
Scavi archeologici esterni, strada medioevale lastricata a "spina di pesce" intersecata da una galleria di contromina di epoca successiva
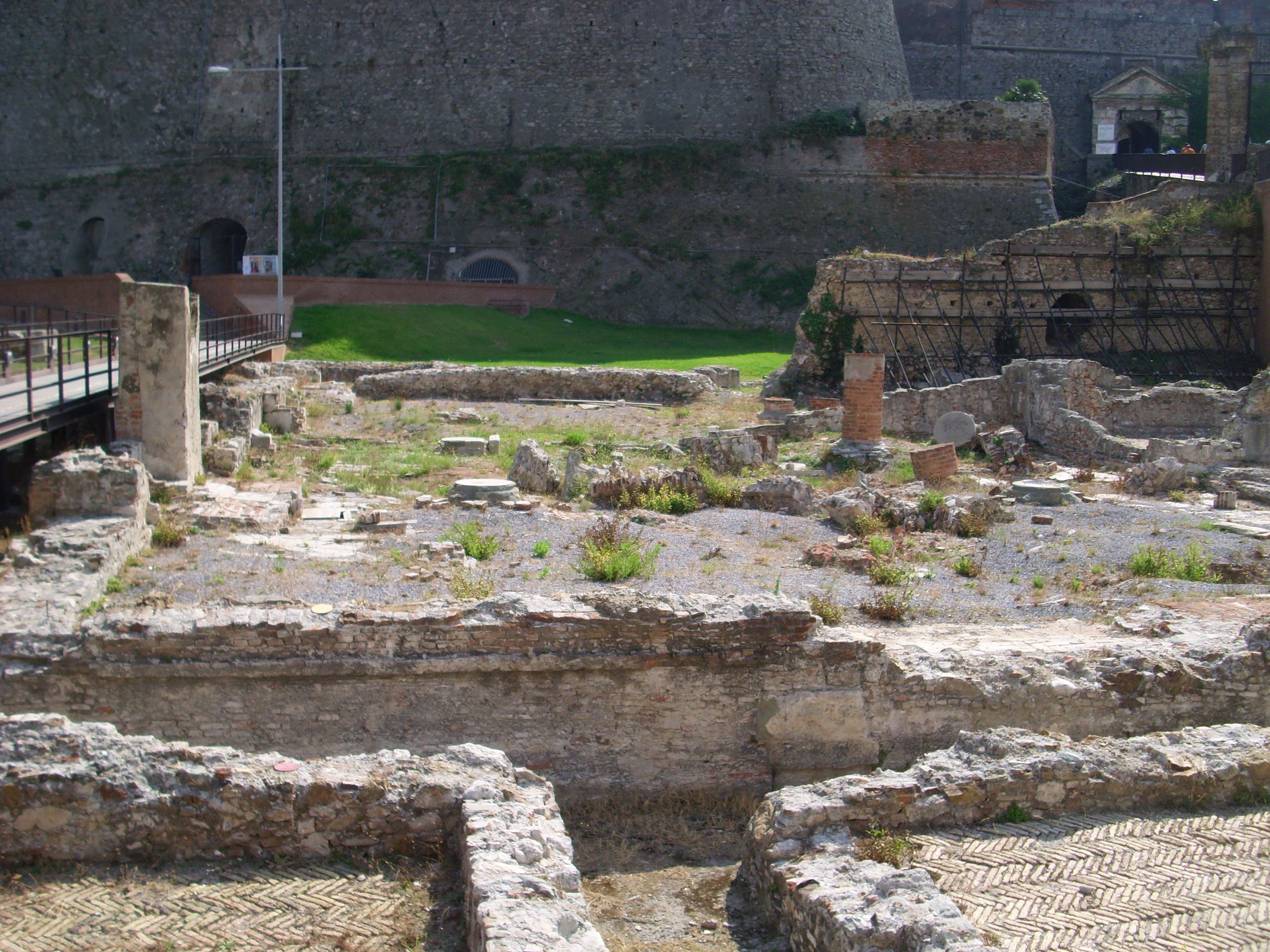
Scavi archeologici esterni, strada medioevale lastricata a "spina di pesce" intersecata da una galleria di contromina di epoca successiva
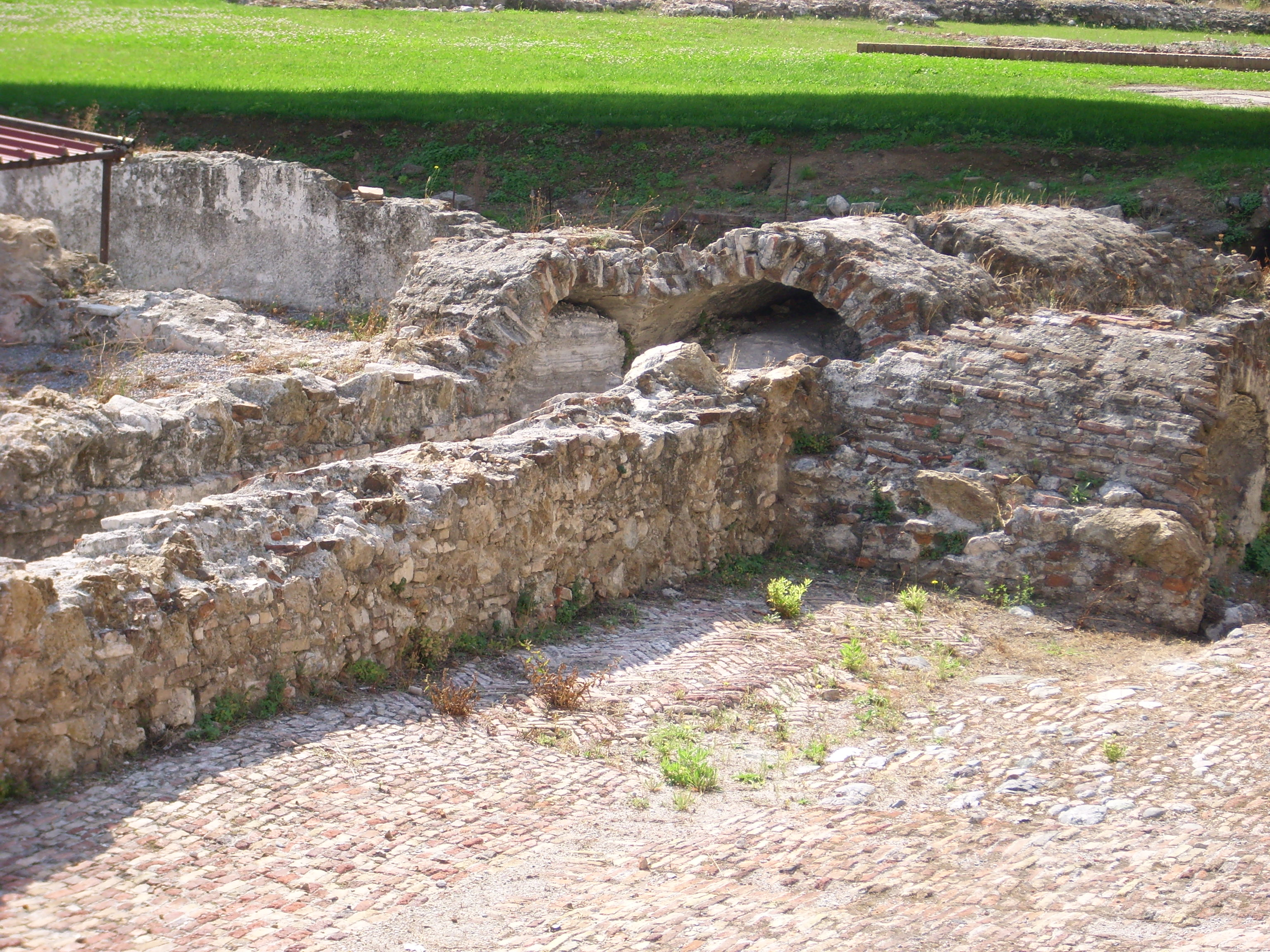
Scavi archeologici esterni, strada medioevale lastricata a "spina di pesce" intersecata da una galleria di contromina di epoca successiva
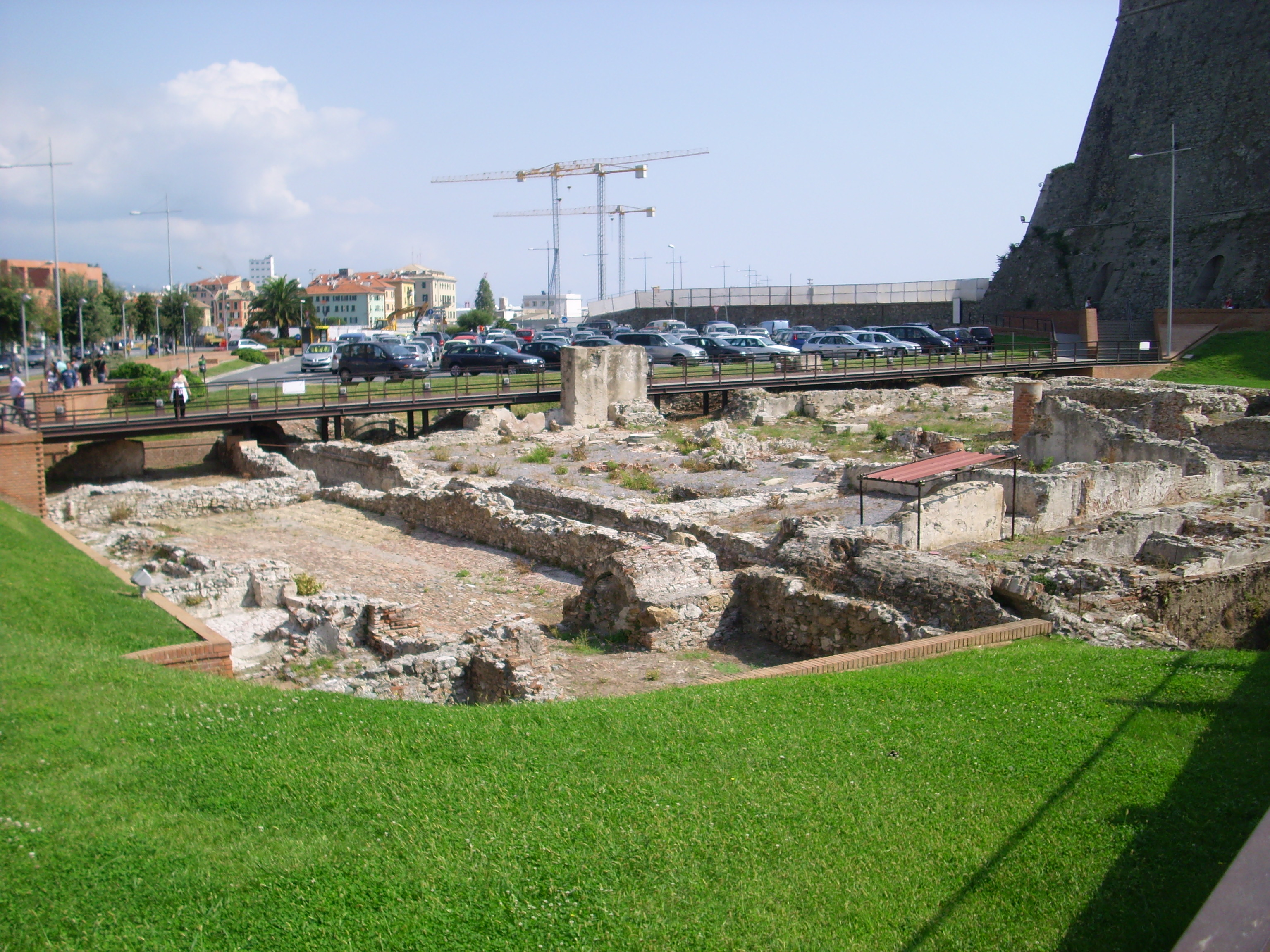
Le fondamenta della chiesa e dal convento di San Domenico il Vecchio, demolite per la costruzione dei terrapieni della fortezza
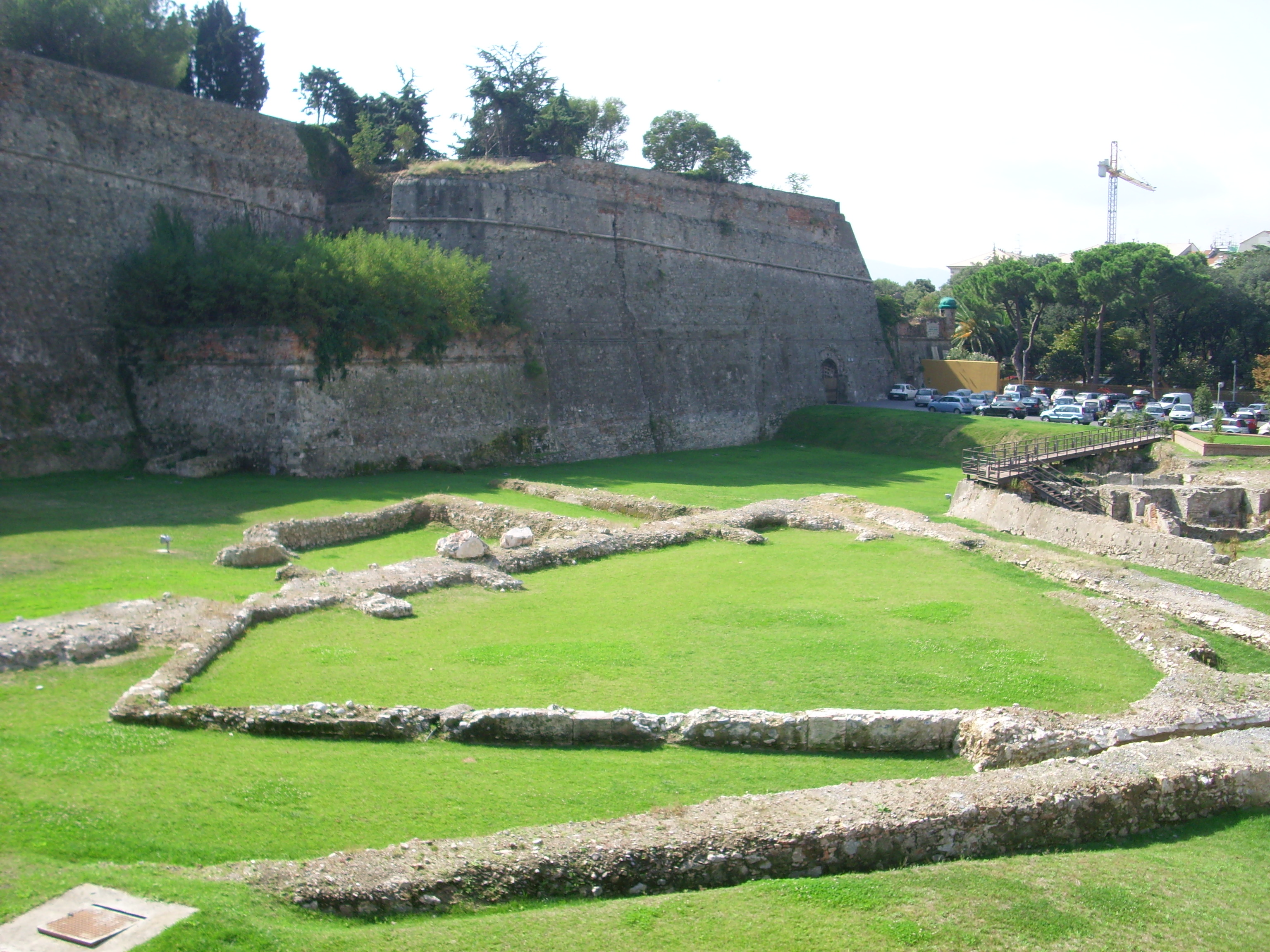
Scavi sull'area antistante la fortezza, fondazioni dei terrapieni esterni
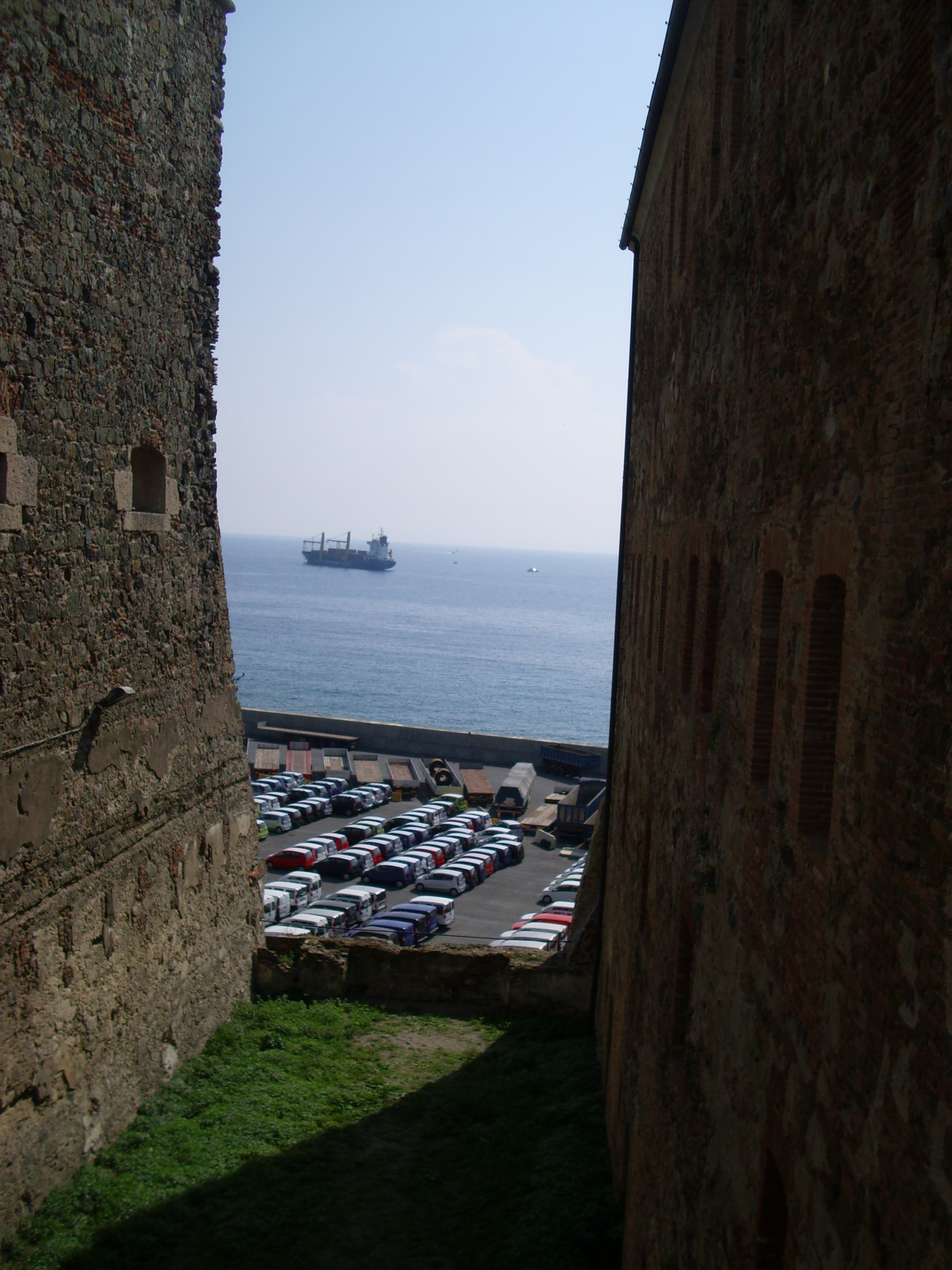
La fortezza del Priamar, scorcio con panorama del porto
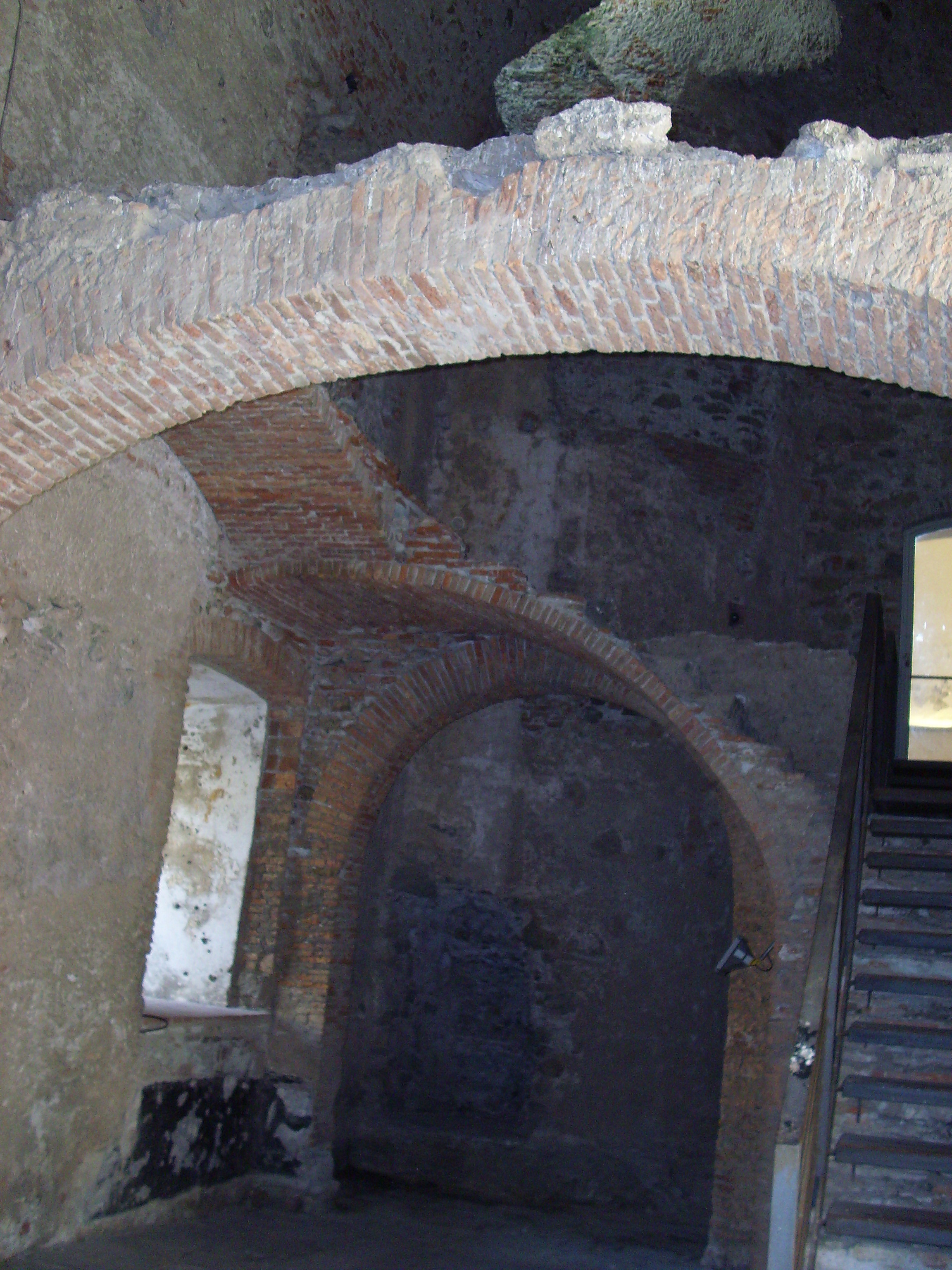
La fortezza del Priamar, interni
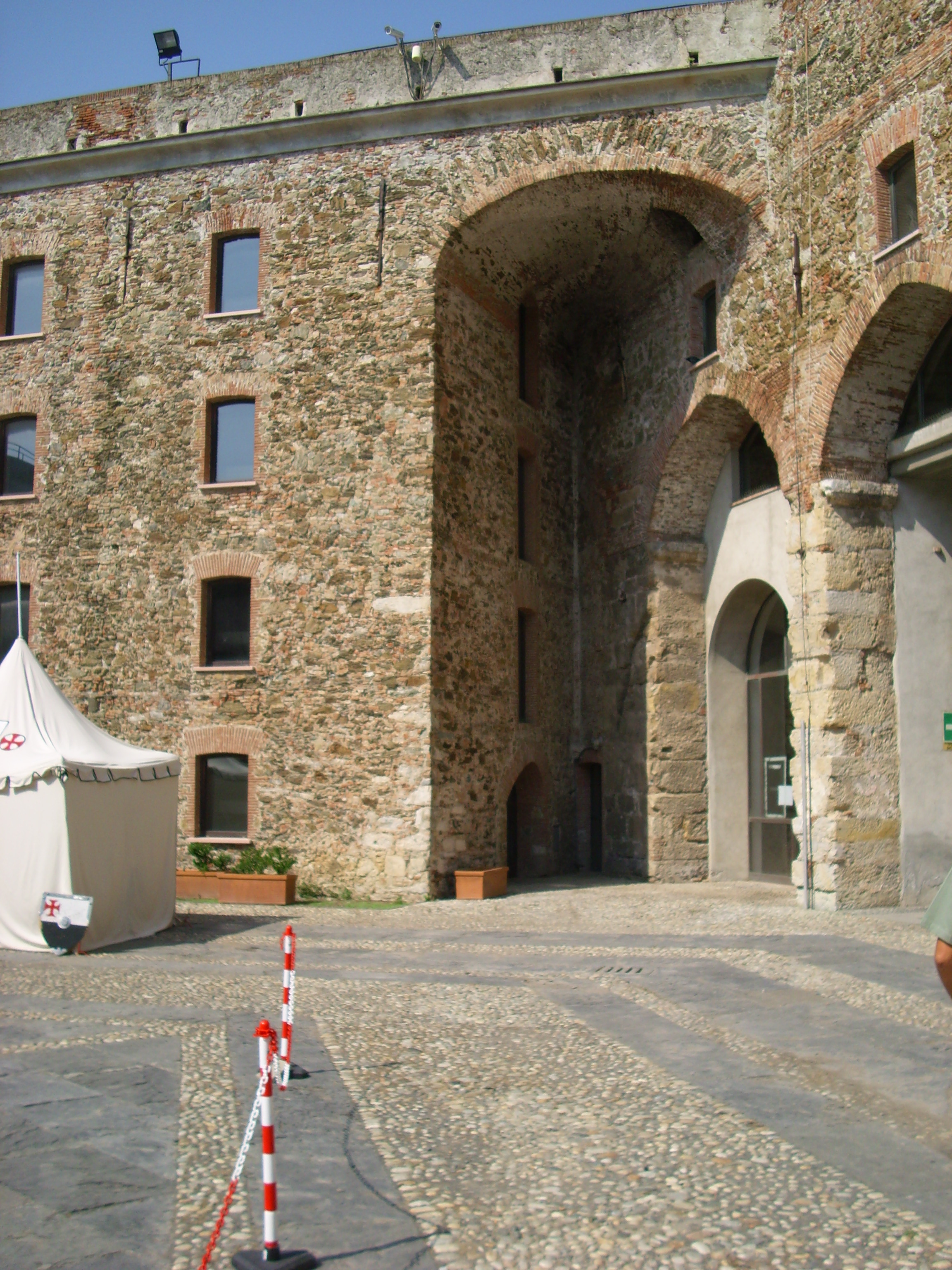
Ingresso degli uffici comunali in piazzale del Maschio
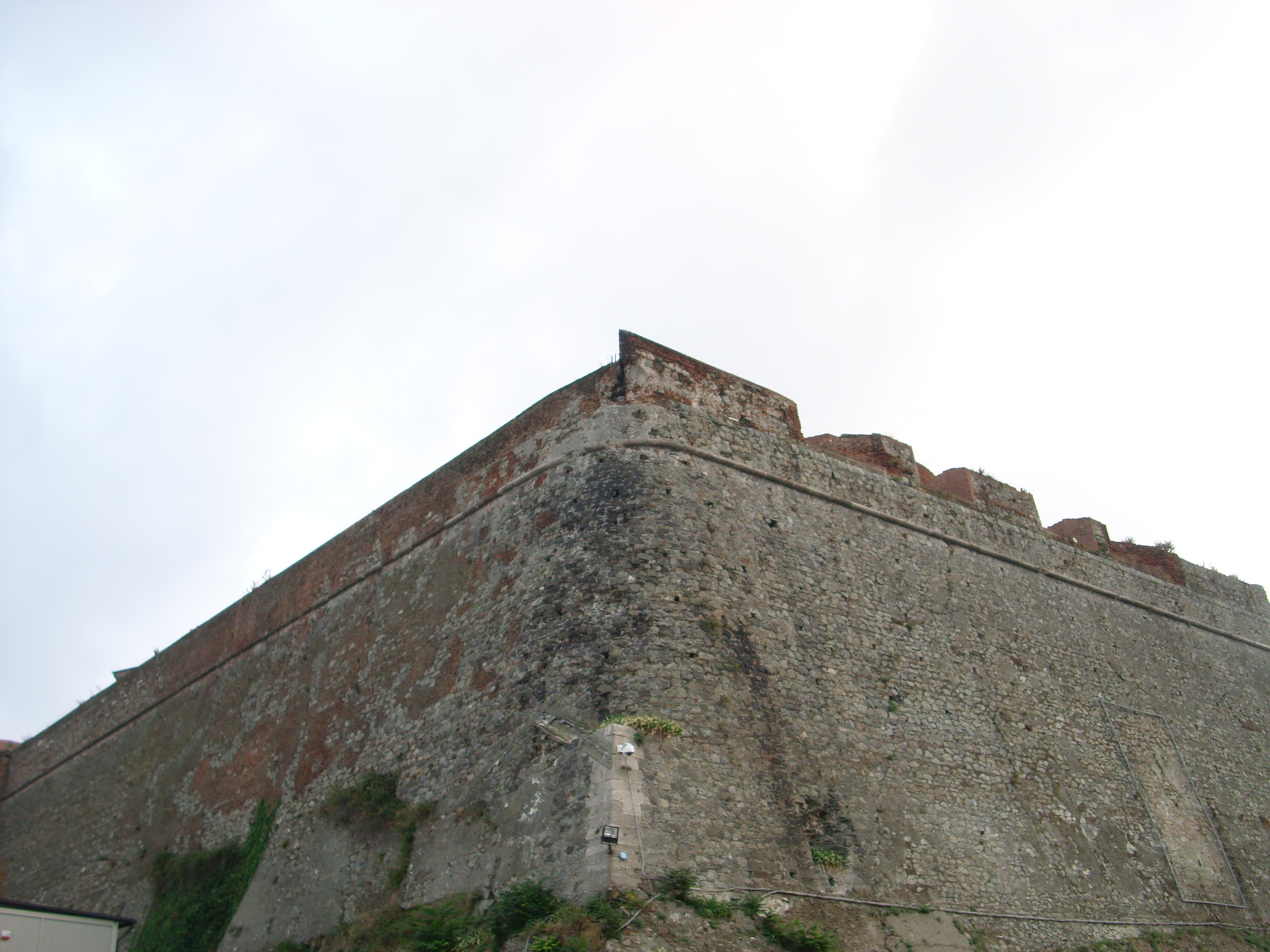
Particolare dell'imponente struttura della fortezza
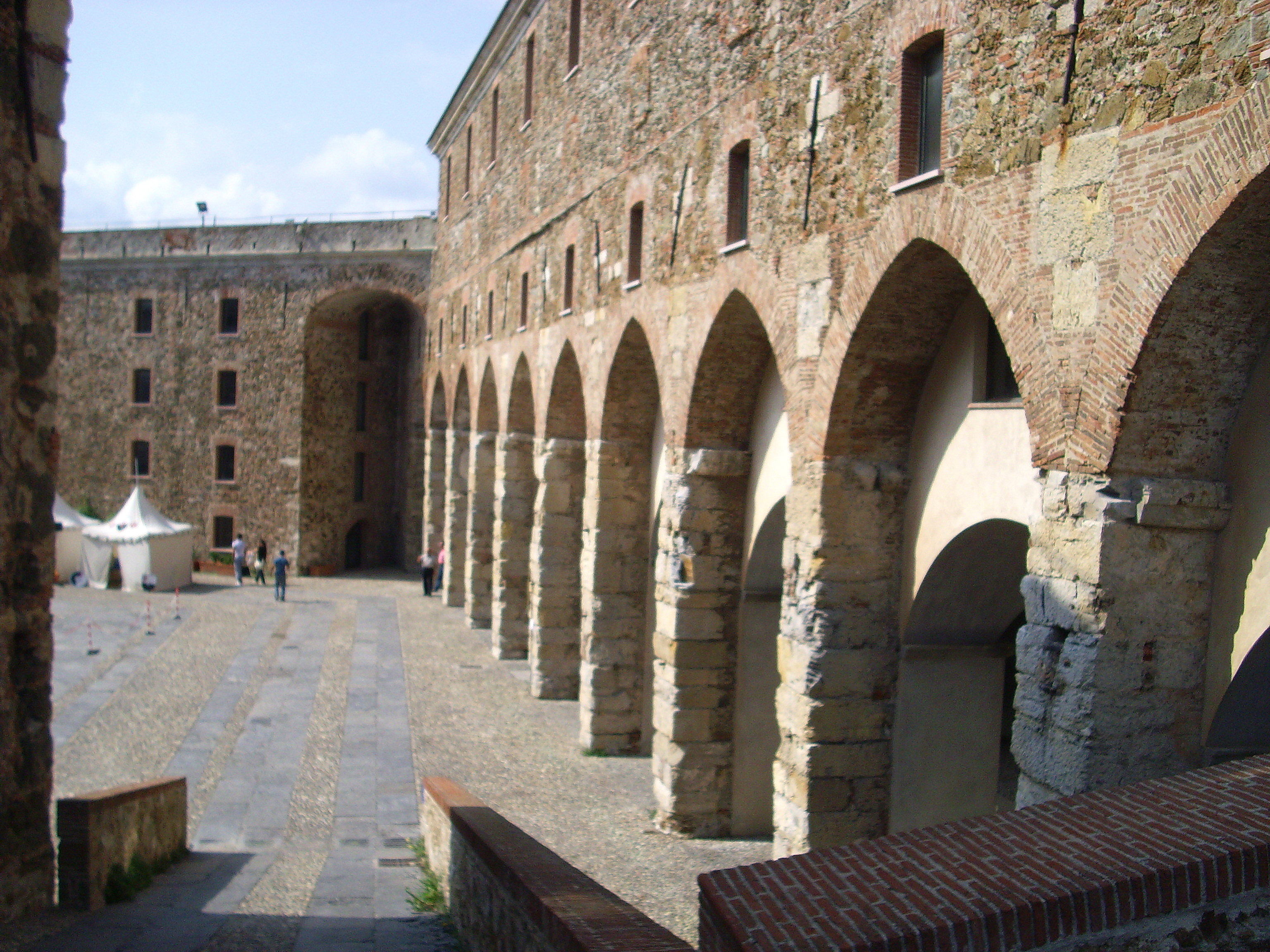
Piazza del Maschio, particolare palazzo della Loggia dove risiede il museo archeologico
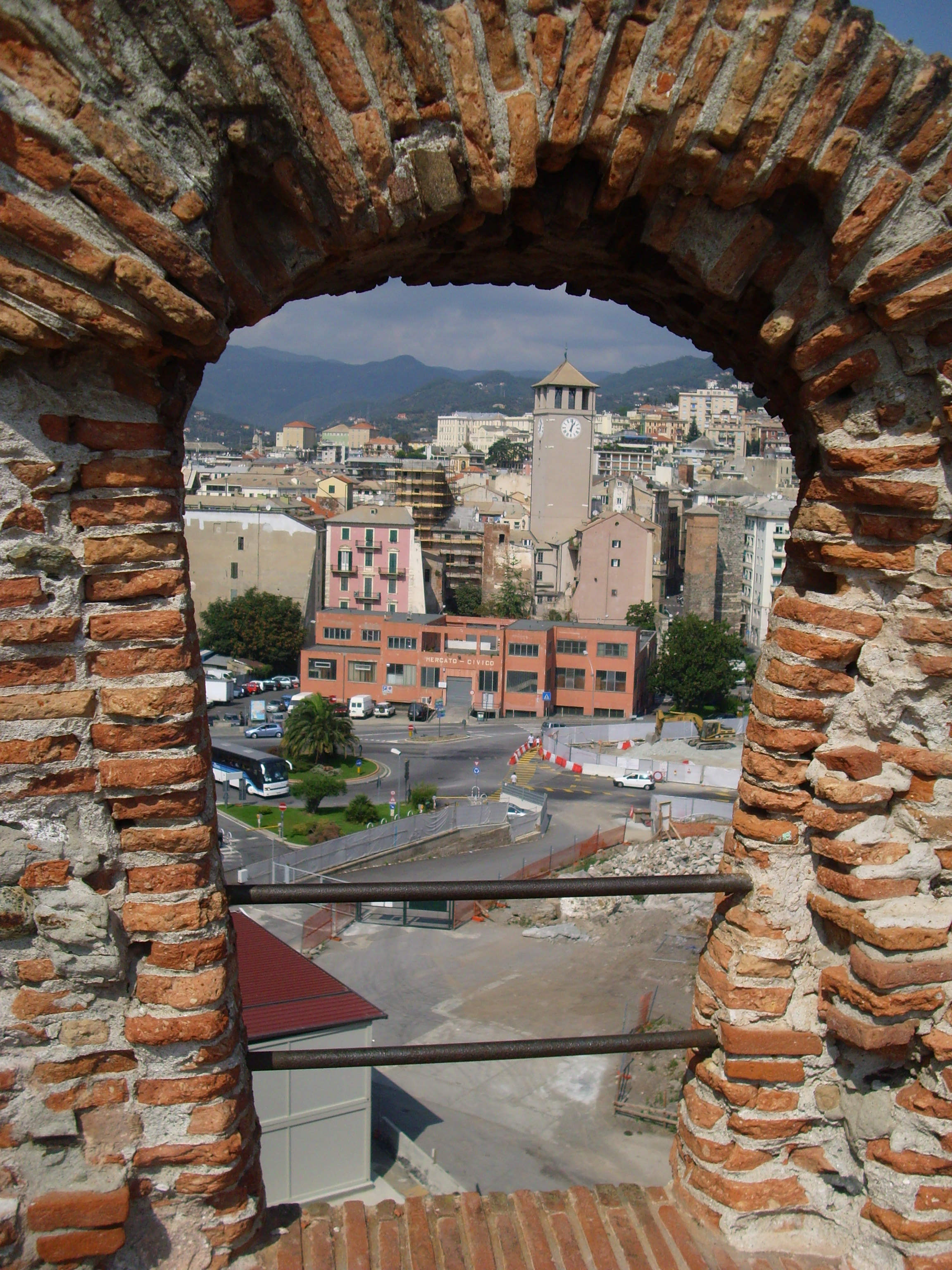
panorama cittadino dal bastione dell'angelo
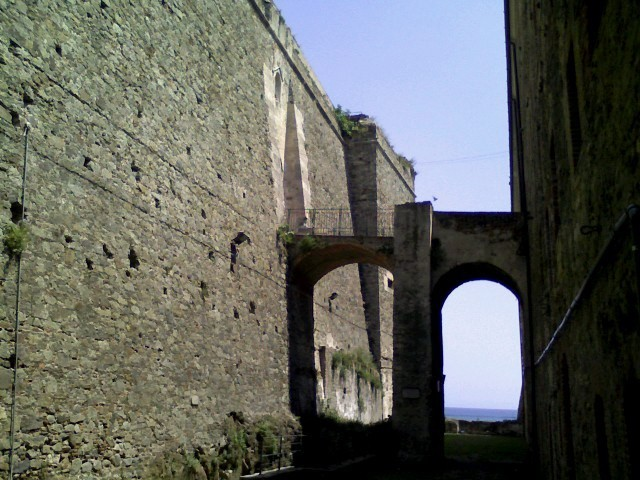
Ponte di accesso alla cittadella
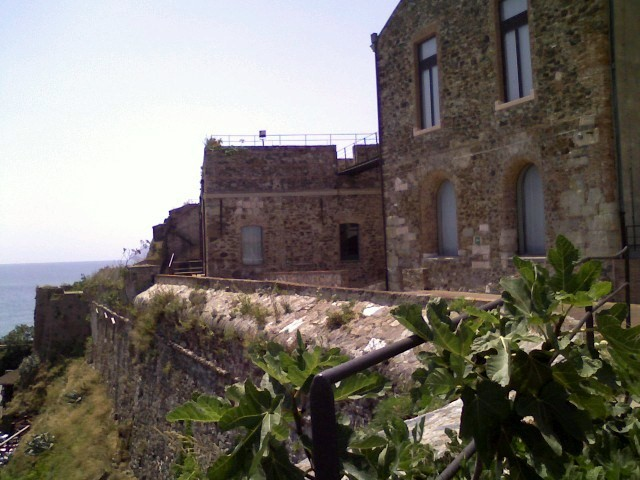
Spalti lato mare
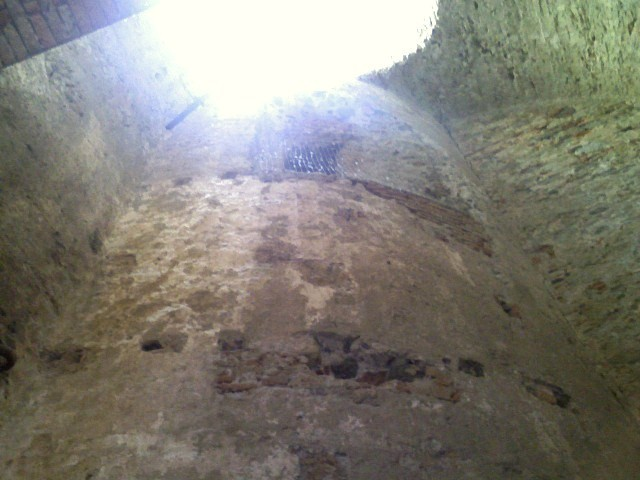
Torrione circolare medievale inglobato nelle strutture cinquecentesche